# Фітомаса
Фітомаса (від фіто — рослина і маса), загальна кількість живої органічної речовини рослин (як вищих, так і нижчих), накопичена до даного моменту в надземній і підземній сфері фітоценозу суші (ділянки лісу, луки тощо) або водного простору. 

## Загальний опис
У надземну сферу, де створюється фітомаса, входять однорічні органи — листя і хвоя, асиміляційні пагони, а також квітки і плоди, і багаторічні — стовбури та гілки дерев, задеревеснілі пагони напівчагарників і ліан, довголітнє листя і хвоя; в підземну — коріння, кореневища, бульби, цибулини, які також можуть бути однорічними і багаторічними; крім того, у формуванні фітомаси беруть участь слоєвища і ризоїди нижчих рослин. Ці підрозділи характеризують структуру фітомаси, яка має свої особливості, специфічні для різних типів рослинних угруповань та залежні від їх зонального положення (широтного, поясного та ін.). Так, при грубому співставленні вагових показників в співтовариствах тайгової зони частка коренів у фітомасі становить 20-25%, тоді як в пустельній зоні вона підвищується до 70-80% і навіть більше.
Для кількісної характеристики фітомаси найчастіше застосовують як вагові міри (маса абсолютного сухої органічної речовини або укладеного в ньому вуглецю), так і лінійні (особливо для коренів) або поверхневі (особливо для листя і хвої). В лісознавстві частіше використовують об'ємні міри (м3 тощо), а в спеціальних дослідженнях — енергетичні (ерг та ін.) Для багатьох деревних порід встановлена (в Японії та інших країнах) кореляційна залежність між діаметром стовбура на висоті грудей (ДВН) і структурними елементами фітомаси і розроблені формули, що дозволяють по одному з параметрів (наприклад, ДВН) визначати із задовільною точністю кількість листя (або хвої), стовбурової деревини, гілок і коренів. Для визначення кількості надземної фітомаси перспективні також аерометоди, що дають величини урожаю пасовищних кормів, досить надійні для використання в практичних цілях. Величина фітомаси може служити мірою досконалості біологічної організації фітоценозу, круговороту речовин і енергії в ньому, його господарської цінності.
Загальний запас фітомаси на суші дорівнює 11x1010−11x1011 т (Ковда, 1973), а морів і океанів — 0,3x109 т (Винберг, Чернов, 1970).